# Хардт, Никлас
Никлас Хардт (дат. Nichlas Hardt; родился 6 июля 1988, Копенгаген, Дания) — датский хоккеист нападающий датского клуба «Рунгстед Сайер Кэпитал» и сборной Дании.

## Карьера
Начинал свою карьеру в Дании. В 2008 году, заключив контракт с финским клубом «Таппара», стал первым датчанином в истории СМ-Лиги. В этом же году дебютировал за основную сборную страны на Чемпионате мира.
После окончания мирового первенства подписал контракт с шведским клубом «Мальмё». Там он регулярно выходил в первой тройке.
В феврале 2009 года Хардт впервые забил гол в официальном матче за национальную команду в ворота сборной Норвегии в квалификационном турнире на Зимние Олимпийские игры 2010 года.
В 2011 года хоккеист перешёл в «Йокерит».
В своем арсенале имеет хитрые финты и сумасшедшие броски. Выходит на реализацию большинства в сборной Дании. При этом он является полезным и послушным чернорабочим и редко зарабатывает удаления.

## Достижения
СМ-Лига
- Бронза: 2008, 2012